# Dan Stulbach
Dan Filip Stulbach (São Paulo, 26 de septiembre de 1969) es un actor, director, presentador y radialista brasileño.
Después de dedicarse de entrada la piezas de teatro y al cine, Stulbach quedó conocido en 2003 por interpretar Marcos Suenes, uno personaje polémico en la telenovela Mujeres Enamoradas, en la Red Globo. Llegó a su primer papel protagonista en la televisión con la minissérie Queridos Amigos, en 2008, basada en el libro A mis Amigos de Maria Adelaide Amaral.
En el cine, hizo algunas películas, entre ellos Crónicamente Inviável (2000), Viva Voz (2003), Más Una Vez Amor (2005), , Tiempos de Paz (2009) y La Suprema Felicidad (2010).

## Biografía
ES el primer miembro de una pequeña familia de inmigrantes judíos polacos a nacer en Brasil. Tiene sólo una hermana, que es nutricionista y madre de su único sobrino. En casa, creció oyendo la lengua polaca y las historias que el abuelo le contaba sobre la vida en Polonia, devastada durante la Segunda Guerra Mundial.
Después de formarse en el Colegio Río Blanco, indeciso acerca de la profesión que debería seguir, prestó vestibular – y fue aprobado – en Medicina, Administración e Ingeniería. Cursou un año la facultad de Ingeniería, pero acabó por formarse en Comunicación Social, en la Escuela Superior de Propaganda y Marketing (ESPM). También frecuentó la Escuela de Arte Dramático de la USP. En la ESPM, creó el grupo de teatro Tangerina, que existe hasta hoy. Durante ocho años dirigió espectáculos en vivo.
Vivió en San Diego, California,  por casi un año. Allá estudió inglés y trabajó como pipoqueiro y bilheteiro de cine. Con el dinero que ganó, pasó una temporada en Nueva York, donde pudo acceder.
Stulbach es frecuentemente apuntado como siendo semejante al actor americano Tom Hanks, habiendo sido inclusive satirizado como tal por el grupo de comediantes Casseta e Planeta.

### Vida profesional

#### Teatro
Aún adolescente, formaba parte del grupo de teatro del Colegio Río Blanco, donde dio sus primeros pasos como actor. Suyo primero personaje en el teatro amador fue en una adaptación de Sueño de una Noche de Verano, de Shakespeare. Su estreno profesional fue protagonizando Peer Gynt, de Ibsen.  Fan de Paulo Autran, que conoció aún en el inicio de la carrera y de quien vendría a hacerse amigo, trabajó en Visitando el Sr. Green. Hizo también asistencia de dirección con Elias Andreato, Marco Nanini y Naum Alves de Souza.
En 2002 entró en cartel con el espectáculo Nuevas Directrices en Tiempos de Paz, y, después de dos cambios de elenco, pasó a tener Tony Ramos como compañero de escena. El espectáculo, gran éxito de crítica y público, rindió al actor premios importantes en el escenario cultural brasileño. Entre ellos, recibió: lo de la Asociación Paulista de Críticos de Arte (APCA) y el Premio Shell de mejor actor, por su interpretación de Clausewitz, en Nuevas Directrices en Tiempos de Paz, pieza de Bosco Brasil que fue transformado en película, bajo la dirección de Daniel Hijo.
En 2006 integró el elenco de la pieza Duda, dirigida por Bruno Barreto.

#### Televisión
Stulbach hizo suya estrena en la televisión en la novela El Amor Está en el Aire en 1997. Él participó de algunos capítulos hasta el último, haciendo lo personaje Horácio. Después de un largo intervalo, Stulbach volvió la televisión en 2001 en la minissérie Los Maias, interpretando Kraft, un aristócrata inglés.  El año siguiente, en 2002, Stulbach hace una participación especial en la novela Esperanza, interpretando lo personaje André.
En 2003, Stulbach tuvo una gran palanca en su carrera al controlador, que siempre llegaba a agredir su mujer, Raquel, interpretada por Helena Ranaldi. Manoel Carlos invitó Stulbach para participar de la novela, mientras este estaba con la pieza Nuevas Directrices en Tiempos de Paz. Inicialmente, fue decidido que él haría solamente participaciones en algunos capítulos de la novela pero suyo personaje acabó llamando tanta atención, que quedó hasta el final. Marcos pasó a ser el grande vilão de la trama, y el único de la carrera de Stulbach hasta entonces. Posteriormente él haría un vilão cómico en la serie Sonido & Furia.
Con Marcos, Stulbach pasó a tener grande destaque en la prensa, llegando a repercutir hasta en la política. En la época de la novela, Dan y Helena Ranaldi fueron Brasilia visitar el entonces Presidente Luís Inácio Lula de Silva, como un incentivo de cambiar la ley de la violencia contra la mujer, asunto abordado entre los personajes de los dos actores en la trama. Su actuación también fue aclamada llegando a ganar varios premios, entre ellos, el Trofeo Prensa de Mejor Actor, el Trofeo APCA de Mejor Actor y el Premio Contigo de Mejor Revelación. Además de eso, fue reconocido y parodiado como un "sósia" brasileño de Tom Hanks, debido a la semejanza física con el actor norteamericano.
Aún en 2003 tras Mujeres, Stulbach participó de uno de los especiales de fin de año de la Red Globo, contracenando con Cláudia Jiménez en Charla de Ángel; y también en uno de los episodios de Casseta & Planeta, Urgente!.
El año siguiente, en 2004, Stulbach participó de la novela Señora del Destino de Aguinaldo Silva. En esa novela, Stulbach dejó la imagen ruim que había ganado con su personaje de Mujeres Enamoradas cuando interpretó Edgard Legrand, un muchacho bueno y trabajador.
En 2007, hizo la minissérie Amazônia, de Galvez a Chico Mendes. Stulbach interpretó Leandro, un muchacho que se enamora por la propia cunhada, Risoleta, interpretada por Julia Lemmertz. El romance entre los dos pasa a ser prohibido por cuenta de la ira del hermano de Leandro y marido de Risoleta, Augusto, interpretado por Humberto Martins.
El año siguiente él interpretó su primer papel principal en la televisión, en la minissérie Queridos Amigos, basada en el libro A mis Amigos de Maria Adelaide Amaral.
En 2010, participó de la serie Finalmente, lo Que Quieren las Mujeres?, interpretando Jonas, un muchacho de índole correcta que sabe cocinar, cantar y tocar "violão". Aún en 2010, Stulbach integra el nuevo elenco del programa del canal GNT, Falda Justa.
El año de 2011 marcó su vuelta a las novelas, desde Señora del Destino en 2004. Él trabajó en la novela Fina Estampa de Aguinaldo Silva (también autor de Señora...), interpretando Paulo Siqueira. Un hombre que sufre varias complicaciones con su mujer Esther (Júlia Lemmertz) por ser estéril y tampoco aceptar que ella haga una inseminação artificial.
Después del anuncio de la salida de Marcelo Te las del mando del CQC, surgieron comentarios de que Dan sería el sucesor de Te las en el mando del programa, hecho ese que se confirmó cuando el mismo firmó contrato con la Red Bandeirantes el día 11 de noviembre de 2014. 
Stulbach quedó hasta el fin del CQC en diciembre de 2015..
Dan salió de la Band en 11 de marzo de 2016.Aún saido de la Band, hizo un acuerdo con la emisora paulista para comandar La Historia no escritura.
En 4 de octubre estrenó como presentador del programa Cine rooftop primera producción nacional de la Paramount Network Brasil. Dan irá a juntarse a Maria Fernanda Cândido y André Frateschi

#### Cine
Suyo primero larga-metragem fue la película Crónicamente Inviável dirigido por Sérgio Bianchi. La película fue filmada en 1997 pero solo llegó a ser lanzado en 2000.
En 2001, Stulbach grabó la película Viva Voz, que llegó a ser lanzado solamente en 2004. La película fue dirigida por Paulo Morelli.
El año siguiente, participó de una producción americana llamada Living the Dream y en 2008, hizo la película Días y Noches.
ZEn 2009, retornó a interpretar Clausewitz de la pieza Nuevas Directrices en Tiempos de Paz, en su versión cinematográfica llamada Tiempos de Paz, dirigida por Daniel Hijo.
En 2010, hizo La Suprema Felicidad, película que marca la vuelta del director Arnaldo Jabor al cine, después de dos décadas alejado.

#### Radio
Stulbach siempre expresó su gana en hacer un trabajo conectado al radio. En 2006, entró en la radio CBN con el programa Fin de Expediente, como presentador. Inicialmente, Stulbach presentaba el programa junto con el escritor José Godoy, el cirurgião-dentista Rodrigo Guerrero Bueno de Moares y con el economista Luiz Gustavo Medina. En 2007, Rodrigo dejó el programa, quedando solamente Stulbach, Godoy y Medina en el mando hasta hoy.
Fin de Expediente es presentado todos los viernes, y el último viernes del mes o en ocasiones especiales el programa es presentado en vivo delante de platea en el Teatro Eva Herz, del cual Stulbach es director artístico.
Fan de fútbol - tuerce para el Corinthians -, Stulbach actuó como comentarista invitado en la Copa del Mundo de 2014 por la ESPN Brasil. 

#### Videojuegos
En 2013, Stulbach participó del doblaje de Battlefield 4, interpretando el protagonista Sgt. Clayton 'Pac' Pakowski.

## Carrera

### Videojuego
| Año  | Título        | Papel                       | Nota    |
| ---- | ------------- | --------------------------- | ------- |
| 2013 | Battlefield 4 | Sgt. Clayton 'Pac' Pakowski | doblaje |

- Datos: Q8273055
- Multimedia: Dan Stulbach / Q8273055